# 金果坪乡
金果坪乡，是中华人民共和国湖北省恩施土家族苗族自治州巴东县下辖的一个乡镇级行政单位。

## 行政区划
金果坪乡下辖以下地区：
金坪村、江家村、下村湾村、连天村、大房坪村、鄢家墩村、长冲村、枫香淌村、小溪湾村、沙岭村、水沟村、十字路村、塘坊坪村、石柱山村、下卜龙村、桃李溪村、石板水村、沙淌坪村、土地坪村、泗井水村、五淌坪村和五龙溪村。